# Shanghai Airlines
Shanghai Airlines (chiń. 上海航空; pinyin Shànghǎi Hángkōng) – chińskie linie lotnicze z siedzibą w Szanghaju. Głównymi hubami są Port lotniczy Szanghaj-Pudong i Szanghaj-Hongqiao. Zostały założone w 1985 roku. 
W latach 2007–2010 przewoźnik należał do sojuszu Star Alliance. W 2010 China Eastern Airlines, członek sojuszu SkyTeam przejął Shanghai Airlines. Od tego czasu przewoźnik ma status linii partnerskiej SkyTeam.

## Flota
Według stanu na maj 2025 flota Shanghai Airlines składała się z 86 samolotów o średnim wieku 9,8 lat:
| Samolot          | Samolot | Samolot   | Liczba miejsc | Liczba miejsc | Liczba miejsc | Liczba miejsc | Liczba miejsc | Uwagi |
| Model            | Aktywne | Zamówione | F             | B             | P             | E             | Łącznie       | Uwagi |
| ---------------- | ------- | --------- | ------------- | ------------- | ------------- | ------------- | ------------- | ----- |
| Boeing 737-700   | 4       | -         | -             | 8             | -             | 120           | 128           |       |
| Boeing 737-800   | 57      | -         | -             | 12            | -             | 150           | 162           |       |
| Boeing 737-800   | 57      | -         | -             | 8             | -             | 162           | 170           |       |
| Boeing 737-800   | 57      | -         | -             | 8             | -             | 168           | 176           |       |
| Boeing 737-8 MAX | 16      | 1         | -             | 8             | -             | 168           | 176           |       |
| Boeing 787-9     | 9       | 1         | 4             | 26            | 28            | 227           | 285           |       |
| Łącznie          | 86      | 2         |               |               |               |               |               |       |